# 129

129(백이십구)는 128보다 크고 130보다 작은 자연수다.

## 수학
- 합성수로, 그 약수는 1, 3, 43, 129다. 진약수의 합은 47이므로, 129는 부족수다.
  - 43번째 반소수다. 앞의 반소수는 123, 다음 반소수는 133이다.
- {\displaystyle 129=2+3+5+7+11+13+17+19+23+29}
  - 처음 10개의 소수(素數)의 합으로, 연속하는 소수 10개의 합으로 나타낼 수 있는 가장 작은 수다. 이 성질을 지닌 다음 수는 158이다.
- {\displaystyle 129=2^{2}+2^{2}+11^{2}=2^{2}+5^{2}+10^{2}+1^{2}+8^{2}+8^{2}=4^{2}+7^{2}+8^{2}}
  - 제곱수 3개의 합으로 나타낼 수 있는 방법이 4가지인 가장 작은 수다.
- {\displaystyle 7^{6}-1}, {\displaystyle 44^{2}-1}은 129로 나누어떨어진다.

## 과학
- NGC 129: 카시오페이아자리 방향에 있는 산개성단.

## 교통

### 항공
- 중국국제항공 129편 추락 사고

### 철도
- 수도권 전철 1호선 종로5가역의 역번호.
- 부산 도시철도 1호선 장전역의 역번호.
- 대구 도시철도 1호선 명덕역의 역번호.

### 도로
- 일본 129번 국도: 가나가와현 히라쓰카시에서 사가미하라시까지 이어지는 일본의 국도.
- 현도 제129호선

## 군사
- U-129: 독일의 군용 잠수함. 제1차 세계 대전에 사용될 예정이었던 미완성 모델과 제2차 세계 대전에 사용된 1941년제 모델(영어판, 독일어판)이 있다.

## 문화유산
- 대한민국의 국보 제129호: 금동보살입상
- 대한민국의 보물 제129호: 합천 월광사지 동·서 삼층석탑
- 대한민국의 사적 제129호: 울주 천황산 요지

## 방송
- 스카이라이프의 SBS 필 UHD 채널 번호.
- 지니 TV의 숲 채널 번호.
- U+ TV의 마운틴TV 채널 번호.
- LG헬로비전의 맥스포츠 채널 번호.
- B tv 케이블의 메조라이브 채널 번호.
- 《지구에 무슨 129?》

## 기타
- 날짜: 1월 29일, 12월 9일
- 연도: 129년, 기원전 129년
- 대한민국에서 보건복지 관련 상담전화를 운영하는 보건복지콜센터의 전화번호.